# 중국라디오방송공사
중국라디오방송공사(중국광파공사. 中國廣播公司, Broadcasting Corporation of China 약칭 BCC)는 중화민국의 민영 방송이다. 정식명칭은 중국광파고분유한공사(中國廣播股份有限公司)이다. 약칭은 중광(中廣)이다.
설립 당시에는 중국 국민당의 소유였지만, 1932년부터 정부에 이관하였다. 중화민국 정부가 타이베이시로 이전하던 국부천대의 시기인 1949년 11월 최초의 주주 총회가 개최되어 중국라디오방송공사는 주식회사가 되었다. 중국라디오방송공사가 주식회사가 된 후에도 중국 국민당이 대주주여서 사실상 국영 방송이었다가, 2005년 12월에 중국 국민당이 민간에게 주식을 매각하여 현재는 완전한 민영 방송이다.
중국라디오방송공사 해외부는 1928년 8월에 난징에서 개국한 자유중국의 소리를 1997년 12월 31일까지 운영하였다.

## 같이 보기
- 중국 국민당
- 중화민국